# Ulica Gorčakova (stanice lehkého metra v Moskvě)
Ulica Gorčakova (rusky Улица Горчакова) je jednou ze stanic moskevského metra. Pojmenována je podle přilehlé ulice a podle ruského diplomata Alexandra Gorčakova z 19. století.

## Charakter stanice
Stanice se nachází na Butovské lince, je to nadzemní stanice s ostrovním nástupištěm, dlouhým 90 m, širokým 7 m a umístěným ve výšce 9,6 m nad povrchem země. To je samotné zastřešené, vychází z něj z východní strany výstup s tříramennými eskalátory, vedoucí dolů, pod úroveň stanice do vestibulu. Ze strany druhé stanici s úrovní terénu spojuje pak výtah pro osoby se sníženou pohyblivostí. Stěny za nástupištěm tvoří speciální protihluková stěna.
Ulica Gorčakova byla otevřena jako součást jediného a prvního úseku Butovské linky 27. prosince roku 2003.